# MacGregor (Manitoba)
MacGregor é uma cidade de Manitoba, no Canadá. Está localizada a 130 km de Winnipeg, e a 90 km a leste de Brandon. A idade esta cercada por fazendas, ao norte da cidade passa a Rodovia Trans-Canadá. Em 2006 a cidade tinha 397 residências particulares, com uma estimativa de 1.100 habitantes.